# Barbara Hammer
Barbara Hammer   (Hollywood, 15 de maig de 1939 - Manhattan, 16 de març de 2019) va ser una directora de cinema experimental.
Es va graduar a la Universitat de Califòrnia, a Los Angeles, on va obtenir un títol en Psicologia. Hammer té a més dos màsters realitzats a la Universitat de San Francisco, un en literatura anglesa i altre de cinema.
Hammer es va casar quan rondava els 30 anys, i va començar a ensenyar a un col·legi a Santa Rosa, Califòrnia. Va ser llavors que va sortir de l'armari i va declarar-se públicament lesbiana després d'assistir a un grup d'alliberament femení.
Hammer és coneguda pel seu films experimentals, que tracten sobre rols de gènere, relacions lesbianes, i temes com la família i la vellesa.

## Filmografia
- Lover Other
- My Babushka:
- Devotion
- History Lessons
- Tender Fictions
- Nitrate Kisses
- The Female Closet
- Out in South Africa
- Resisting Paradise
- Dyketactics